# Балканский мальчик
«Балканский мальчик» (макед. Илузија) — фильм 2004 года македонского кинорежиссёра Светозара Ристовского. Российскому телезрителю фильм был показан каналом ТВ3.

## Сюжет
Эпиграфом к фильму служит высказывание Ницше: «Надежда есть наихудшее зло, потому что она продлевает мучения человека».
Действие картины происходит с 8 сентября по 23 октября 2004 года — незадолго после распада Югославии — в небольшом македонском городе Велес, где живёт 12-летний Марко. Ежедневный фон его жизни — агрессивные одноклассники, пьяница-отец, забитая мать и старшая гулящая сестра. Скрывающийся от властей в заброшенном доме не то террорист, не то просто уголовник, которого Марко называет кличкой «Париж» (настоящее имя не называется), так как он сказал, что раньше жил в этом городе, становится на какое-то время для Марко единственным человеком, кто пытается ему помочь (по-своим, конечно, понятиям) и противостоять этой жестокой среде, внушая, что с волками жить — по-волчьи выть.
У Марко есть литературный талант, и школьный учитель литературы — человек добрый, но безвольный — вселяет в него надежду, что Марко может победить в литературном конкурсе и отправиться в Париж. Однако в ходе фильма оказывается, что несбывшаяся надежда только продлевает мучения. Марко теряет надежду и ожесточается, начиная «скатываться» вниз, постепенно становясь похожим на одноклассников. Фильм заканчивается трагически: будучи в состоянии отчаяния и опустошённости, на том самом конкурсе Марко стреляет в учителя за то, что тот вселял в него надежды.

## В ролях
| Актёр             | Роль                                      |
| ----------------- | ----------------------------------------- |
| Марко Ковачевич   | Марко                                     |
| Мустафа Надаревич | учитель литературы                        |
| Владо Йовановски  | Лазо (отец Марко)                         |
| Никола Джуричко   | Париж (скрывающийся от властей уголовник) |

## Награды
Фильм участвовал в многих кинофестивалях, на которых номинировался на различные награды:
- в 2004 году — на международном кинофестивале в Токио;
- в 2005 году — на международном фестивале в Анкоридже и  Злинском международном кинофестивале для детей и юношества (Zlín International Film Festival for Children and Youth);
- в 2006 году — на Avanca Film Festival.